# 케냐 항공의 운항 노선
케냐 항공은 다음과 같은 노선을 운항하고 있다. (2012년 11월 기준)

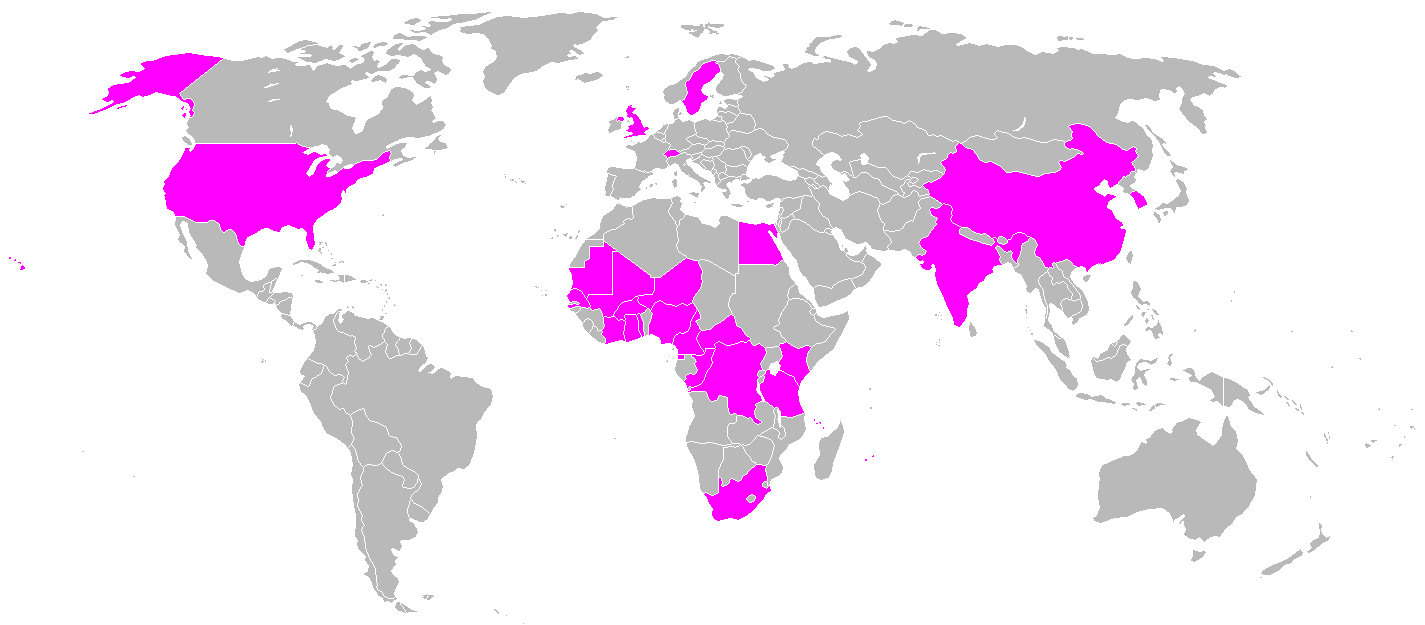
케나 항공의 운항 노선

## 운항 노선

### 아시아

#### 동아시아
- 중화인민공화국
  - 광저우 – 광저우 바이윈 국제공항

#### 동남아시아
- 태국
  - 방콕 – 수완나품 국제공항

#### 남아시아
- 인도
  - 뭄바이 – 차트라파티 시바지 국제공항

#### 서남아시아
- 아랍에미리트
  - 두바이 – 두바이 국제공항

### 아프리카

#### 서아프리카
- 가나
  - 아크라 – 코토카 국제공항
- 나이지리아
  - 라고스 – 무르탈라 모하메드 국제공항
- 말리
  - 바마코 – 세누 국제공항
- 베냉
  - 코토누 – 카제훈 공항
- 세네갈
  - 다카르 – 레오폴 세다르 상고르 국제공항
- 시에라리온
  - 프리타운 – 룽기 국제공항
- 카메룬
  - 두알라 – 두알라 국제공항
  - 야운데 – 야운데 나스마얀 국제공항
- 코트디부아르
  - 아비장 – 포르부에 국제공항

#### 중앙아프리카
- 가봉
  - 리브르빌 – 리브르빌 국제공항
- 마요트
  - 자우지 – 자우지 파만지 국제공항
- 우간다
  - 엔테베 – 엔테베 국제공항
- 적도 기니
  - 말라보 – 말라보 국제공항
- 중앙아프리카 공화국
  - 방기 – 방기 음포코 국제공항
- 콩고 공화국
  - 브라자빌 – 마야마야 공항
- 콩고 민주 공화국
  - 키상가니 – 반코카 국제공항
  - 루붐바시 – 루아노 공항
  - 킨샤사 – 은지리 공항

#### 남아프리카
- 남아프리카 공화국
  - 케이프타운 - 케이프타운 국제공항
  - 요하네스버그 – OR 탐보 국제공항
- 말라위
  - 릴롱궤 – 카마주 국제공항
- 모잠비크
  - 마푸투 – 마푸투 국제공항
  - 남풀라 – 남풀라 공항
- 앙골라
  - 루안다 – 루안다 콰트루 드 페베레이루 공항
- 잠비아
  - 루사카 – 루사카 국제공항
  - 은돌라 – 은돌라 공항
- 짐바브웨
  - 하라레 – 하라레 국제공항

#### 동아프리카
- 남수단
  - 주바 – 주바 공항
- 르완다
  - 키갈리 – 키갈리 공항
- 마다가스카르
  - 안타나나리보 – 이바토 공항
- 부룬디
  - 부줌부라 – 부줌부라 국제공항
- 세이셸
  - 마헤 – 세이셸 국제공항
- 수단
  - 하르툼 – 하르툼 국제공항
- 에티오피아
  - 아디스아바바 – 볼레 국제공항
- 지부티
  - 지부티 시 – 지부티 암부르 국제공항
- 케냐
  - 나이로비 – 조모 케냐타 국제공항 허브
  - 몸바사 – 모이 국제공항
  - 말린디 – 말린디 공항
  - 키수무 – 키수무 공항
- 코모로
  - 모로니 – 프린스 사이드 이브라힘 국제공항
- 탄자니아
  - 다르에스살람 – 줄리어스 니에레레 국제공항
  - 잔지바르 – 아베이드 아마니 카루메 국제공항

#### 북아프리카
- 이집트
  - 카이로 – 카이로 국제공항

### 유럽

#### 서유럽
- 영국
  - 런던 – 런던 히드로 국제공항
- 프랑스
  - 파리 – 파리 샤를 드 골 국제공항
- 네덜란드
  - 암스테르담 – 암스테르담 스키폴 국제공항

#### 중유럽
- 스위스
  - 제네바 – 제네바 국제공항

#### 남유럽
- 이탈리아
  - 로마 – 레오나르도 다 빈치 국제공항

### 아메리카

#### 북아메리카
- 미국
  - 뉴욕 - 존 F. 케네디 국제공항[1]

## 과거 취항지

### 아시아

#### 동아시아
- 홍콩
  - 홍콩 - 홍콩 첵랍콕 국제공항

#### 동남아시아
- 베트남
  - 하노이 - 노이바이 국제공항

#### 남아시아
- 인도
  - 델리 - 인디라 간디 국제공항

#### 서남아시아
- 아랍에미리트
  - 아부다비 - 아부다비 국제공항
- 오만
  - 무스카트 - 무스카트 국제공항
- 파키스탄
  - 카라치 - 진나 국제공항

### 아프리카

#### 동아프리카
- 모리셔스
  - 포트루이스 - 시우 사구르 람룰람경 국제공항
- 소말리아
  - 모가디슈 - 아덴아데 국제공항
- 차드
  - 은자메나 - 은자메나 국제공항
- 케냐
  - 엘도레트 - 엘도레트 국제공항
  - 로키초지오 - 로키초지오 공항
  - 무미아스 - 무미아스 공항

### 유럽

#### 서유럽
- 영국
  - 브리스톨 - 브리스톨 공항
- 프랑스
  - 파리 - 파리 오를리 공항
- 독일
  - 프랑크푸르트 - 프랑크푸르트 국제공항

#### 남유럽
- 그리스
  - 아테네 - 아테네 국제공항
- 튀르키예
  - 이스탄불 - 아타튀르크 국제공항

#### 북유럽
- 덴마크
  - 코펜하겐 - 코펜하겐 카스트럽 국제공항
- 스웨덴
  - 스톡홀름 - 스톡홀름 알란다 국제공항